# 単項演算
単項演算とは、数学で、被作用子（オペランド）が一つだけであるような演算（つまり、入力が一つの演算）のこと。
たとえば、論理否定は真理値に対する単項演算であり、自乗は実数に対する単項演算である。階乗 n! も単項演算である。与えられた集合 S に対する単項演算は、関数 S→S に他ならない。
プログラミング言語においても、単項演算子のある言語もある。C言語の例を挙げる。
- インクリメント: ++x, x++
- デクリメント: --x, x--
- アドレス: &x
- 間接演算: *x
- 正の単項演算: +x
- 負の単項演算: -x
- ビット単位否定: ~x
- 論理否定: !x
- Sizeof: sizeof x
- Sizeof: sizeof(型の名前)
- 型変換: (型の名前)オペランド

なお、「関数を返す関数」というような「高階関数」があるような系であれば、2以上の任意の引数個を持つ演算（関数）は、単項演算にすることができる（カリー化）。